# Géopolitique de l'énergie nucléaire
La géopolitique de l'énergie nucléaire s'attache à la description et à l'analyse des rivalités entre États au sujet du contrôle de zones d'extraction d'uranium, à la protection de l'acheminement de l'uranium, à la fixation des prix, et aux opérations d'influence au sujet de l'énergie nucléaire. L'importance de l'énergie nucléaire est liée à son poids dans le mix énergétique de plusieurs pays riches (États-Unis, France, Japon), et au rôle majeur joué par un petit nombre d'entreprises (Cameco, Kazatomprom, Rio Tinto, Orano et TVEL).
Les tensions autour du nucléaire sont liées à plusieurs facteurs. Les gisements d'uranium exploitables sont limités et concentrés dans quelques pays (Canada, Australie, Kazakhstan, Niger).

## Enjeux liés à l'indépendance énergétique

### Réduction de la dépendance énergétique
Le développement des programmes nucléaire civil a été fort après le premier choc pétrolier, qui marque un renchérissement brutal du prix du pétrole. L'énergie nucléaire permet ainsi d'être moins dépendant de l'évolution du prix des hydrocarbures comme le pétrole ou le gaz.
Alors que la France était importatrice de charbon, elle est devenue le premier exportateur d'électricité européen ; elle a réduit sa dépendance énergétique de 80 % (1973) à 50 % (2008). La stratégie française de la présidence de Georges Pompidou (Plan Messmer) a été citée comme référence par l'administration George W. Bush pour relancer la construction de centrales nucléaires au début des années 2000.
Le nucléaire est d'autant plus stratégique qu'il assure une part importante de la production électrique d'un pays. Avec 59 réacteurs en 2008, le nucléaire assure 79 % de la production électrique française. Les États-Unis disposent de 103 réacteurs, le Japon de 55, et la Russie de 31. Du fait du coût d'investissement important lors de la construction des centrales, le nucléaire est généralement considéré comme une énergie de pays riche.

### Influence et lobbying
L'accident nucléaire de Tchernobyl, ainsi que celui de Fukushima, désincitent plusieurs pays européens à construire de nouvelles centrales nucléaires, et contribuent à rendre tabou le nucléaire dans certains milieux politiques européens. 
Certains mouvements antinucléaires ont été financés par des lobbies des énergies fossiles. C'est le cas des Amis de la Terre international (FOEI), financés par un groupe pétrolier américain dans le but de réduire la part de l'énergie nucléaire dans les mix énergétiques occidentaux et ainsi augmenter les ventes d'énergies fossiles. La Russie, par le biais du KGB, a mené des opérations d'influence antinucléaires pendant la Guerre froide, en jouant sur le lien entre le nucléaire civil et le nucléaire militaire, afin d'inciter l'Europe à réduire la part de nucléaire et consommer du gaz, dont la Russie est un exportateur majeur. Gazprom a financé à hauteur de plusieurs centaines de millions de dollars des ONG antinucléaires allemandes afin d'inciter le pays à sortir du nucléaire sous prétexte de se tourner vers les énergies renouvelables ; ces énergies ne pouvant compenser la puissance de production nucléaire, l'Allemagne s'est ainsi tournée vers le gaz russe.  
Les pays qui ont abandonné leur politique énergétique nucléaire se sont tournés vers d'autres sources d'énergie, et ont été contraints à l'importation. La Grèce, qui a refusé le nucléaire, est devenue indépendante de l'approvisionnement énergétique Bulgarie, qui provient du nucléaire. L'Italie, qui a mis fin à son programme nucléaire, importe son énergie d'origine nucléaire de la France. L'Allemagne est devenue dépendante de la Russie, qui a ensuite pu utiliser le gaz comme levier de pression lors de l'invasion de l'Ukraine par la Russie en 2022.

## Enjeux économiques

### Amélioration de la balance commerciale
L'industrie du nucléaire est également une industrie productive à l'exportation. Les grands groupes nucléaires mondiaux, comme Orano en France, vendent des centrales clefs en main à des pays étrangers (Belgique, Afrique du Sud, Corée du Sud, Chine). La filière nucléaire française représentait en 2008 environ 100 000 emplois industriels.
Il est estimé qu'au début des années 2000, l'énergie nucléaire économise 10 milliards d'euros de devises par an du fait des importations qui sont évitées par la production électrique nucléaire.

### Diversification économique
Le nucléaire a été déployé par certains pays exportateurs souhaitant diversifier leur économie dès lors qu'elle était trop corrélée aux fluctuations des prix de l'énergie. C'est à ce titre qu'en 2005, Vladimir Poutine a relancé le programme d'énergie nucléaire russe, dont le PIB était quasi-intégralement lié à la vente d'hydrocarbures. Aussi, afin de préparer la fin des exportations pétrolières, des pays producteurs de pétrole comme l'Arabie saoudite ont préparé des plans de diversification énergétique basés sur le nucléaire.

### Marché d'émissions européen
La France a proposé de compléter le marché du carbon européen avec un prix plancher du CO2 pour le secteur électrique, afin d'accélérer la sortie du charbon. Le projet a été refusé par l'Allemagne, très dépendante du charbon depuis sa sortie du nucléaire sous l'influence des Verts allemands, qui a causé une augmentation de la dépendance au charbon et au gaz.

## Enjeux environnementaux

### Objectifs de réduction d'émissions de CO2
Le nucléaire est l'une des modalités de production d'énergie privilégiées par le Groupe d'experts intergouvernemental sur l'évolution du climat dans le cadre de ses scénarios préférentiels de réduction des émissions de gaz à effet de serre. L'extraction de minerai devient ainsi facteur de négociations internationales. Cela est accentué par le renouveau des programmes nucléaires dans les années 2010, avec 72 réacteurs en chantier à la fin de la décennie. Les pays qui utilisent le nucléaire sont ainsi ceux qui ont le plus de probabilités de remplir leurs objectifs de la Conférence de Paris de 2015 sur les changements climatiques.
Un rapport du ministère de l'Écologie en France, « Stratégie national bas carbone de mars 2020 », estime que la baisse prévue de la part du nucléaire et le remplacement par les énergies renouvelables contraindront la France à ouvrir 20 centrales à gaz d'ici 2027, contribuant à augmenter les émissions de gaz à effet de serre de la France.

## Enjeux diplomatiques et stratégiques

### Indépendance diplomatique
Le nucléaire civil a un effet sur la diplomatie de l’État qui maîtrise cette énergie. Le nucléaire affranchit le pays du suivisme vis-à-vis des autres États dans leur propre politique énergétique. Ainsi, selon Aymeric Chauprade dans Géopolitique. Constantes et changements dans l'histoire, la moindre dépendance énergétique française vis-à-vis du pétrole permet à la France de ne pas suivre les États-Unis dans leur politique du Proche-Orient et de l'Arabie saoudite.

### Sécurisation des lieux d'extraction
Les pays qui disposent d'une filière nucléaire intégrée (totale, d'amont en aval) disposent d'une autonomie nucléaire stratégique, à condition qu'ils sachent protéger les lieux d'extraction. Les entreprises extractives disposent à ce titre de services de sécurité privés importants, quoiqu'une armée puisse venir en appui dans cas de grave danger. La volonté de protection du Niger par la France peut ainsi être interprétée comme le besoin de sécuriser les approvisionnements en uranium. Lors de l'indépendance du Niger, la France avait négocié un traité commercial qui assure un accès privilégié à l'uranium du pays.
Les pays qui n'en disposent pas doivent recourir à des contrats avec des pays partenaires pour obtenir comme service l'une des phases du traitement de l'uranium et de la distribution énergétique, ce qui assure un effet de levier au pays qui approvisionne. La Suède a par exemple décidé d'arrêter progressivement l'extraction nationale d'uranium, et doit s'appuyer sur plusieurs des majors de l'industrie mondiale, comme le français Orano. La plupart des pays d'extraction sont des pays émergents et ne disposent donc pas de réacteurs. Ainsi, 90 % de la production d'uranium est exportée, du pays d'extraction au pays où se situe le réacteur.

### Prolifération nucléaire
L'énergie nucléaire civile pose aussi la question de la prolifération nucléaire. L'activité d'enrichissement d'uranium est stratégique, le combustible pouvant ensuite être utilisé à des fins militaires avec un traitement spécifique et séparé. Le traité sur la non-prolifération des armes nucléaires contient ainsi des dispositions afin d'assurer l'abandon, par les pays acquérant des technologies nucléaires civiles, de programmes militaires.
La Russie dispose d'une industrie spécialisée dans l’enrichissement d'uranium, et en fournit aux États-Unis. La Russie a investi en Chine afin d'y créer des usines d'enrichissement. Les accords de partenariat dans ce domaine relèvent de la diplomatie régalienne et des jeux d'alliance : au début de l'année 2008, la Russie et l’Égypte, ainsi que l'Algérie et la Chine, ont signé des accords dans ce domaine.

## Enjeux de la maîtrise nucléaire

### Concentration industrielle de l'extraction à la production
En 2008, l'extraction d'uranium est concentrée dans trois pays : le Canada, l'Australie et le Kazahstan, qui pèsent respectivement 25 %, 19 % et 13 % de l'extraction mondiale. Suivent le Niger (9 %), la Russie (8 %) et la Namibie (8 %). La production d'uranium est également concentrée entre les mains de Cameco (Canada, 20 %), KazAtomProm (Kazakhstan, 12 %), Rio Tinto (Royaume-Uni et Australie, 12 %), et Orano (France, 11 %). Suivent TVEL (Russie, 9 %) et BHP Group (Australie, 7 %).
Ces entreprises exploitent des réserves dites conventionnelles qui, à demande constante (70 000 tonnes par an ou moins) sont estimées pouvoir durer 200 ans.

### Du contrôle de la matière première à la maîtrise technologique
Le nucléaire pose moins la question du contrôle des matières premières que de la maîtrise technologique adéquate. En effet, l'uranium ne pèse qu'une valeur faible dans le coût total de l'énergie qu'il permet de produire (environ 5 %, contre plus de 60 % en ce qui concerne les combustibles fossiles). L'énergie nucléaire civile permet ainsi à un pays de pallier son manque de matière première par la maîtrise d'un outil technologique de pointe.

### Localisation des centrales
Les centrales nucléaires nécessitent de grandes quantités d'eau afin de refroidir les réacteurs. Les centrales nucléaires sont ainsi quasiment toutes situées près de fleuves ou d'étendues d'eau. Il en est ainsi des centrales nucléaires du Rhin, où se trouvent des centrales françaises et allemandes. La localisation des centrales implique ainsi parfois plus d'un pays, nécessitant des tractations diplomatiques.